# Notoraja ochroderma
Notoraja ochroderma — вид хрящевых рыб рода Notoraja семейства Arhynchobatidae. Обитают в  тропических водах центрально-западной части Тихого океана. Встречаются на глубине до 450 м. Их крупные, уплощённые грудные плавники образуют округлый диск со треугольным заострённым рылом. Максимальная зарегистрированная длина 37 см. Откладывают яйца. Не являются объектом целевого промысла.

## Таксономия
Впервые вид был научно описан в 1994 году. Видовой эпитет происходит от др.-греч. ὠχρός — «бледно-жёлтый» и др.-греч. δέρμα — «шкура». Голотип представляет собой взрослого самца длиной 34,4 см, пойманного у берегов Квинсленда, Австралия (17°35′ ю. ш. 149°35′ в. д.) на глубине 444—450 м. Паратипы: взрослый самец длиной 36,6 см, взрослые самки длиной 36,8—37 см и неполовозрелый самец длиной 29,3 см, пойманные там же.

## Ареал
Эти скаты являются эндемиками ограниченной территории в водах, омывающих Квинсленд. Встречаются в средней части материкового склона на глубине 400—450 м.

## Описание
Широкие и плоские грудные плавники этих скатов образуют округлый диск с треугольным заострённым рылом. На вентральной стороне диска расположены 5 жаберных щелей, ноздри и рот. На тонком хвосте имеются латеральные складки. У этих скатов 2 редуцированных спинных плавника и редуцированный хвостовой плавник. Максимальная зарегистрированная длина 37 см.

## Биология
Вероятно, подобно прочим представителям семейства однопёрых скатов, Notoraja ochroderma размножаются, откладывая яйца. Самцы становятся половозрелыми при достижении длины 35 см.

## Взаимодействие с человеком
Эти скаты не являются объектом целевого лова. Могут попадаться в качестве прилова. В ареале ведётся незначительный промысел. Данных для оценки Международным союзом охраны природы охранного статуса вида недостаточно.